# Addac
Pour les articles homonymes, voir Addax (homonymie).
Addac, Attac, Addax ou Attax (en latin : Atace ou Addace) est un chef alain du Ve siècle, qualifié de roi dans la Chronique d'Hydace de Chaves. 
Successeur de Respendial, il dirige les clans alains qui avaient envahi l'Hispanie — l'actuelle péninsule Ibérique— en compagnie des Vandales et des Suèves, et qui s'étaient établis en Lusitanie et en Carthaginoise. En 418, l'empereur romain d'Occident Honorius envoie en Hispanie les Wisigoths, alliés et soldats de l'Empire (fœderati), et dirigés par le roi Wallia, pour les combattre. Addac, à la tête de troupes probablement peu nombreuses, est sévèrement battu dans le pays des Tartessiens (près de Gibraltar), et il trouve la mort dans la bataille. Les Alains survivants se mettent alors sous l'autorité du roi des Hasdings, Gundéric.

## Sources anciennes
- Hydace de Chaves, Chronique